# Poppy.Computer
Poppy.Computer — дебютний студійний альбом американської співачки Poppy. Він був випущений 6 жовтня 2017 року лейблом Mad Decent, після чого відбувся концерт-тур Poppy.Computer Tour 34 містами з 38 концертами.

## Історія альбому
Альбом Poppy.Computer був написаний у Лос-Анджелесі в 2016 році Поппі та Титаніком Сінклером за допомогою Саймон Вілкокс та Кріса Грейтті з музичного колективу Blame Candy. Ближче до кінця року Поппі й Титанік поїхали до Японії, щоб працювати з продюсерами над записом альбому, а потім повернулися навесні 2017 року, щоб закінчити його.
6 травня 2017 року Поппі повідомила в Твіттері, що її дебютний альбом закінчено. У тому ж твіті Поппі також підтвердила, що буде тур для просування альбому, і що вона знає, коли альбом вийде. Після інтерв'ю для статті на Wired сайт випадково злив дату випуску альбому Поппі – 6 жовтня 2017 року, ця дата також є річницею створення каналу Поппі на YouTube.
8 вересня 2017 року Поппі офіційно анонсувала свій майбутній альбом у відео "Poppy.Computer" на YouTube.
Мініальбом з реміксами був випущений на iTunes 16 березня 2018 року.

## Сингли
- "I'm Poppy" випущено 14 лютого 2017 року як перший сингл від Poppy.Computer[9].
- "Computer Boy" випущено 19 травня 2017 року як другий сингл з альбому[10].
- "Let's Make a Video" випущено 22 червня 2017 року як третій сингл від Poppy.Computer[11]. Відеокліп було випущено 11 липня 2017 року.
- "Interweb" випущено як четвертий сингл 17 липня 2017 року, а відеокліп до нього — 21 липня 2017 року[12].  Щоб просувати цей сингл, вона дебютувала пізно вночі, виконавши пісню на The Late Late Show with James Corden[en][13].
- "My Style" випущено як п'ятий сингл 1 вересня 2017 року[14].

Відеокліпи також були випущені до треків "Moshi Moshi" 10 листопада 2017 року та "Bleach Blonde Baby" 13 грудня 2017 року. Останній був виконаний на Total Request Live 29 січня 2018 року.

## Список треків
Дані взято з Tidal.
| Poppy.Computer | Poppy.Computer                  | Poppy.Computer          | Poppy.Computer | Poppy.Computer |
| #              | Назва                           | Автор слів              | Продюсери      | Тривалість     |
| -------------- | ------------------------------- | ----------------------- | -------------- | -------------- |
| 1.             | «I'm Poppy»                     | Перейра Сакай Мікстер   | Сакай          | 3:06           |
| 2.             | «Let's Make a Video»            | Перейра Мікстер Такумі  | Сакай          | 2:52           |
| 3.             | «Bleach Blonde Baby»            | Перейра Мікстер Вілкокс | Сакай          | 3:29           |
| 4.             | «My Microphone»                 | Перейра Ґретті          | Ґретті Сакай   | 2:51           |
| 5.             | «Moshi Moshi»                   | Перейра Ґретті          | Сакай          | 3:41           |
| 6.             | «Computer Boy»                  | Перейра Ґретті          | Сакай          | 2:51           |
| 7.             | «My Style» (за участі Шарлотти) | Перейра Мікстер Вілкокс | Мікстер        | 2:37           |
| 8.             | «Fuzzy»                         | Перейра Ґретті          | Сакай          | 2:50           |
| 9.             | «Interweb»                      | Перейра Мікстер Вілкокс | Мікстер        | 3:49           |
| 10.            | «Software Upgrade»              | Перейра Мікстер Вілкокс | Сакай          | 3:26           |
| 11.            | «Pop Music»                     | Перейра Мікстер Вілкокс | Мікстер        | 2:45           |
| 34:17          |                                 |                         |                |                |

## У чартах
| Чарти (2017)                      | Найвище місце |
| --------------------------------- | ------------- |
| US Heatseekers Albums (Billboard) | 11            |
| US Independent Albums (Billboard) | 33            |

## Poppy.Remixes
Poppy.Remixes — це мініальбом з реміксами від Poppy, випущений у цифровому вигляді 16 березня 2018 року Mad Decent. Мініальбом містить ремікс на "Interweb" і чотири ремікси на "Moshi Moshi", пісні з Poppy.Computer.

### Список треків
Дані взято з Tidal.
| Poppy.Remixes | Poppy.Remixes                      | Poppy.Remixes |
| #             | Назва                              | Тривалість    |
| ------------- | ---------------------------------- | ------------- |
| 1.            | «Interweb» (Nebbra Remix)          | 4:18          |
| 2.            | «Moshi Moshi» (Noboru Remix)       | 3:39          |
| 3.            | «Moshi Moshi» (Mitch Murder Remix) | 3:55          |
| 4.            | «Moshi Moshi» (Clarabell Remix)    | 3:09          |
| 5.            | «Moshi Moshi» (YUTO Remix)         | 4:23          |
| 19:24         |                                    |               |